# Domburg Paderborn
Bei der Domburg in Paderborn in Nordrhein-Westfalen handelt es sich um die Befestigung des durch Karl den Großen eingerichteten Komplexes aus Paderborner Dom, Bischofssitz und der Königspfalz Paderborn.

## Geschichte
Im Rahmen der Sachsenkriege Karls des Großen wurden zur Unterwerfung der Sachsen befestigte Bischofssitze in ihrem Stammesgebiet errichtet. Zu den frühesten gehört Paderborn, das schon 776 in den Schriftquellen als „Karlsburg“ erwähnt wurde. Nach der Zerstörung durch die Sachsen 778 verschwand dieser Name und der Ort wird seitdem Paderborn genannt. Die Domburg umfasste neben Bischofssitz und Dom auch eine königliche Pfalz, die wegen ihrer Lage im Feindesland im Gegensatz zu den gleichzeitigen, im angestammten fränkischen Herrschaftsgebiet gelegenen Königsresidenzen befestigt war. Kurz vor dem Jahr 1000 wurde Paderborn von einem arabischen Reisenden als „Festes Kastell“ bezeichnet. Mit dem Bau der Stadtbefestigung in der Mitte des 12. Jahrhunderts war die Befestigung der Domburg überflüssig geworden und wurde abgerissen. Fortan grenzte nur noch eine einfache Mauer den bischöflichen Immunitätsbezirk von der Umgebung ab, von der wenige Reste erhalten sind.

## Baugeschichte
Die erste Phase der Befestigung hat sehr wahrscheinlich aus einer Holz-Erde-Konstruktion bestanden, für die sich aber nur wenige Indizien gefunden haben. Nach der Zerstörung der ersten Anlage 778 wurde sie durch eine Steinmauer ersetzt. Diese wurde nach den Ergebnissen dortiger Ausgrabungen schon in der Karolingerzeit einmal erneuert. Laut der Vita des Bischofs Meinwerk (1009–1036) wurde sie während seiner Amtszeit erneuert. Mit dem Bau der Stadtmauer in der Mitte des 12. Jahrhunderts verlor sie ihre Funktion und wurde abgerissen. Der als eine Art Halsgraben fungierende Steinbruch auf der Südseite diente von der Karolingerzeit bis ins 11. Jahrhundert als Baumateriallieferant für die lokalen Großbauvorhaben. Erst mit dem Bau der Stadtmauer wurde er zur Hälfte verfüllt und überbaut.

## Beschreibung
Die Befestigung der Domburg umgab ein Viereck von ca. 280 × 250 m Ausdehnung, das an seiner Nordostseite eine 50 m weite Ausbuchtung besaß. Die Südseite der Befestigung könnte nach neueren Forschungen weiter nördlich verlaufen sein als bisher angenommen. Die erste Befestigungsphase ist vermutlich durch eine Holz-Erde-Konstruktion gebildet worden, zu der bei Ausgrabungen entdeckte Pfostenlöcher nördlich der späteren Mauer gehören könnten. Ebenfalls in die Frühzeit zu datierende Steinlagen zeugen eventuell von einer Steinverblendung der Konstruktion. Die zweite Phase aus der Zeit nach 778 besteht aus einer 1,5 m starken Kalksteinmauer, der nach einer 2 m breiten Berme ein Graben vorgelagert war. Eine einmalige Besonderheit ist die Existenz eines bis zu 50 m breiten und 14 m tiefen Steinbruchs, der wahrscheinlich der kompletten Süd- und Südwestseite der Domburg vorgelagert war. Seine Enden sind noch nicht erfasst. Als eine Art Halsgraben sorgte er für einen zusätzlichen Schutz der Domburg.